# Roland Sandberg
Roland Sandberg (ur. 16 grudnia 1946 w Karlskronie) – szwedzki piłkarz występujący na pozycji napastnika, reprezentant Szwecji w latach 1969–1976.

## Kariera klubowa
Sandberg zawodową karierę rozpoczynał w 1966 roku w klubie Åtvidabergs FF. W 1970 roku zdobył z nim Puchar Szwecji, a także wywalczył wicemistrzostwo Szwecji. Rok później ponownie zdobył z zespołem Puchar Szwecji oraz wywalczył z nim wicemistrzostwo Szwecji. Został także królem strzelców Allsvenskan. W 1972 oraz 1973 wygrał z klubem mistrzostwo Szwecji. W 1972 ponownie został królem strzelców, a w 1973 roku wystąpił z zespołem w finale Pucharu Szwecji, jednak Åtvidabergs uległ tam 0:7 Malmö FF.
W 1973 roku odszedł do niemieckiego 1. FC Kaiserslautern. W Bundeslidze zadebiutował 11 sierpnia 1973 w zremisowanym 2:2 meczu z Werderem Brema. 21 sierpnia 1973 w przegranym 1:4 spotkaniu z Eintrachtem Frankfurt strzelił pierwszego gola w trakcie gry w Bundeslidze. W 1976 roku dotarł z klubem do finału Pucharu RFN, gdzie Kaiserslautern przegrało 0:2 z Hamburgerem SV. W Kaiserslautern Sandberg grał do końca sezonu 1976/1977.
Kolejnym klubem Sandberga był szwedzki Kalmar FF, gdzie występował od 1979 do 1980. W 1981 roku zakończył karierę, po sezonie spędzonym w zespole BK Häcken.

## Kariera reprezentacyjna
W reprezentacji Szwecji Sandberg zadebiutował 6 sierpnia 1969 w wygranym 1:0 towarzyskim meczu ze Związkiem Radzieckim. W 1974 roku został powołany do kadry na Mistrzostwa Świata. Zagrał na nich w czterech spotkaniach swojej drużyny – z Bułgarią (0:0), Holandią (0:0), Urugwajem (3:0), Polską (0:1), RFN (2:4) oraz Jugosławią (2:1). W meczach z Urugwajem i Jugosławią strzelił także gole. Ostatecznie tamten mundial Szwedzi zakończyli na drugiej rundzie. W latach 1969–1976 w drużynie narodowej Sandberg rozegrał w sumie 37 spotkań i zdobył 15 bramek.